# Három Királyfi, Három Királylány Mozgalom
A Három Királyfi, Három Királylány Mozgalom egy magyarországi civil szervezet, amely célja a családalapítás, a gyermekvállalás társadalmi elfogadottságának formálása. 

## Alapítása
A mozgalmat 2009-ben Kopp Mária magyar orvos pszichológus és férje, Skrabski Árpád számítógépes mérnök, szociológus, demográfus alapította azzal a céllal, hogy annyi gyerek születhessen meg, ahányat a családalapító fiatalok terveznek. Kopp Mária alapvető fontosságú kutatása a magyar népesség lelkiállapotának vizsgálatát állította középpontba. Ennek egyik megállapítása, hogy a magyar családokban általában kevesebb gyermek születik meg, mint amennyit a szülők szeretnének. A gyermekvállalás érdekében a civil szervezet számos konkrét javaslatot terjesztett a kormányok elé, ezek közül többet beépítettek a családpolitikába. A mozgalom 2013-ban elérte, hogy az Országgyűlés minden frakciója nevében közös, ötpárti nyilatkozatot adott ki, amelyben a politikusok vállalták, hogy támogatnak minden olyan családpolitikai intézkedést, amely a születésszám növekedését eredményezi. Mottója "Célunk, hogy megszülessenek a tervezett, kívánt gyerekek" a kezdetektől fogva kíséri tevékenységüket.

## Felépítése
A civil szervezet közhasznú alapítványi formában működik. A nevében használt mozgalom szó az alulról érkező kezdeményezések, helyi közösségek fontosságát jelöli. Országosan 23 településen található helyi szervezete. A szervezet elnöke Skrabski Fruzsina dokumentumfilm-készítő, online tartalomgyártó, az alapítók lánya.

## Tevékenysége
A szervezet számos területen és formában végez szemléletformálást a gyermekvállalás, a családalapítás elfogadottságának növelése érdekében.

### Fiatalokat célzó programok
A társkereső és párkapcsolat-építő programok és kurzusok célja, hogy alkalmat és teret adjon az ismerkedésnek.
Az Iránytű nevű ismeretterjesztő előadás sorozat pszichológusokat, pszichiátereket, párkapcsolati trénereket vonultat fel, témái a párkapcsolatról, lelki egészségmegőrzésről szólnak. A huszas-harmincas korosztálynak szóló sorozatban fellépett többek között Pál Ferenc katolikus pap, Bagdy Emőke, Angster Mária, Orvos-Tóth Noémi, Tari Annamária pszichológusok, Mihalec Gábor párterapeuta.
A Szóbox nevű vitasorozat élesen szembenálló álláspontokat ütköztet család, párválasztás, szexualitás, függőség témájában. A Babára vágyva című előadássorozat a meddőség problémáját járja körül. A szervezet a középiskolások számára kötelező Iskolai Közösségi Szolgálat keretében végzett társadalmi munkát, önkéntes tevékenységet igazolni tudja a középiskolák felé. A szervezet több más programmal, felhívással, pályázattal is megszólítja a párválasztás előtt álló korosztályt.

### Családosokat célzó programok
A szervezet adatbázisban gyűjti a családbarát szolgáltatókat, helyeket. A kezdő szülők támogatása érdekében a szervezet kiadta a csecsemőgondozás legfontosabb tudnivalóit tartalmazó Apafüzetet, Testvérfüzetet és Nagyszülő füzetet. A kiadvány a Nemzeti Népegészségügyi Központ által fenntartott országos védőnői hálózat segítségével minden egyes magyar újszülött családjához eljut. A szervezet Babazászló és Vándorbölcső akciója a mozgalom egyik legrégebbi kezdeményezése, amelyet még Kopp Mária alapító szorgalmazott. Ennek lényege, hogy arra bátorítsa a szülőket, tűzzenek zászlót a házra, az ajtóra, ahol gyermek született. A babazászló kitűzésének ügye 2020 nyarán a közfigyelem középpontjába került, mivel a zászló a Főpolgármesteri Hivatal és a Miniszterelnökség homlokzatára is kikerült. Ezt követően az Emberi Erőforrások Minisztériuma illetve számos helyi önkormányzat is kitűzte a zászlót.
A vándorbölcső a babazászlóhoz hasonló módon viszi hírét a gyerekszületésnek: a bölcsőt kinövő gyermektől egy újabb picihez kerül a kiságy. Ennek főként Erdélyben van erős hagyománya, amely azonban a Három Királyfi kezdeményezésétől nagyrészt független. A szervezetnek sok Baba-mama klubja van országszerte. Ezek helyi, tagságukban gyakran változó kiscsoportok, ahol a kismamák a gyerekápolással, -táplálással, -neveléssel kapcsolatos információkat osztják meg maguk között.
2018 óta a szervezet visszatérő országos családos rendezvénye a Gyereket a magasba!, amelynek csúcspontja a gyerekek egy időben történő felemelése országosan és a határokon túl. A gyerekemelős családi napot 2020-ban a koronavírus okozta korlátozások miatt online rendezték meg. Az esemény fővédnöke Böjte Csaba ferences szerzetes.

### A versenyszférát célzó programok
A családalapításra az egyik legnagyobb hatást a közvetlen környezet és az emberi kapcsolatrendszer mellett a munka-magánélet egyensúly gyakorolja. Ezt felismerve a szervezet a keretein belül működő Balansz Intézeten keresztül több módon is kapcsolatot épít a versenyszférával, illetve e téren kiterjedt kutatásokat végez, publikál. A Balansz Program a munkáltatók és munkavállalók közötti párbeszédet segíti elő, és népszerűsíti a családbarát szemléletet, gyűjti és megosztja a családbarát céges jó gyakorlatokat.
A szervezet indította el Az Év Családbarát Vállalata díjat, amelyet az évente novemberben megrendezett gálán adják át három (kis-, közép- és nagyvállalati kategóriában). Ezt az elismerést azok a cégek nyerhetik el, amelyek családbarát intézkedéseket vezetnek be és ezeket beépítik stratégiájukba is. A céges jó gyakorlatok megosztásában a díjazottak köréből kialakított mentorhálózat segít.

### A szervezet által alapított díjak

#### Kopp–Skrabski-díj
A szervezet az alapítók előtt tisztelegve alapította meg. A jóember-díjnak is nevezett elismerést egy különösen méltánylandó, egyedi és önzetlen tevékenységet folytató személy, valamint egy együtt alkotó vagy azonos területen dolgozó házaspár kaphatja. Ez utóbbi kategória azért született meg, mert Kopp Mária és férje, Skrabski Árpád is több szociológiai, néplélektani kutatásukat együtt végezték.

#### Steller Mária-díj
A díj a védőnők fontos munkájára hívja fel a figyelmet. Az elismerést minden évben minden megyéből egy-egy védőnő kaphatja a járási védőnő ajánlása és a szakmai zsűri döntése alapján.

#### Családok Angyala díj
A díjat a szervezet tízévente adja, így először 2019-ben került sor annak kiosztására. Ez a rangos elismerés annak szól, aki kitartóan és hosszú időn át képviseli és azonosul a szervezet célkitűzéseivel. A szervezet tízéves fennállásának évfordulóját megünneplő eseményen Novák Katalin és Balog Zoltán kapták a díjat.
Családbarát Köznevelési Intézmény díj
A 2022-ben alapított díj a kiemelkedően családbarát működésű köznevelési intézmények szakmai munkáját ismeri el, cél az emberbarát jó gyakorlatok megismertetése, valamint a társadalom figyelmének felhívása az ilyen élenjáró intézményekre.